# Lo Monestièr de Briançon
|  | No s'ha de confondre amb el municipi de Lo Monestièr del Llenguadoc-Rosselló.. |

Lo Monastièr (en francès Le Monêtier-les-Bains) és un municipi francès situat al departament dels Alts Alps i a la regió de Provença – Alps – Costa Blava.

## Demografia
| 1836                                       | 1962 | 1968 | 1975 | 1982 | 1990 | 1999  | 2006  | 2017  |
| ------------------------------------------ | ---- | ---- | ---- | ---- | ---- | ----- | ----- | ----- |
| 2849                                       | 734  | 806  | 832  | 970  | 987  | 1.009 | 1.062 | 1.056 |
| Des de 1962: població sense dobles comptes |      |      |      |      |      |       |       |       |

## Administració
| Període   | Identitat                    | Partit        |
| --------- | ---------------------------- | ------------- |
| 1983-1984 | Jacques Gendron              |               |
| 1984-1989 | Jean Louis Damarius          |               |
| 1989-1995 | Paul Finat                   |               |
| 1995-2014 | Pierre Bouvier               | RPR           |
| 2014-2020 | Anne-Marie Forgeoux-Damarius | divers droite |
| 2020-     | Jean-Marie Rey               |               |